# Supercupa URSS
Supercupa URSS a fost competiția fotbalistică de supercupă din URSS, disputată între campioana din Liga Superioară a URSS și Cupa URSS.
În 1987, meciul dintre campioana URSS Spartak Moscova și câștigătoarea Cupei URSS Dinamo Kiev trebuia să aibă loc la Chișinău în RSS Moldovenească. Totuși meciul nu a mai avut loc din cauza condițiilor meteorologice nefavorabile și a imposibilității reprogramării lui pe o dată ulterioară. Ultima Supercupă a URSS a avut loc la Soci, RSFS Rusă, în fața a 1 500 de spectatori.

## Finale
Cupa Sezonului 1977
| Dinamo Moscova | 1 – 0  | Dinamo Kiev |
| -------------- | ------ | ----------- |
| Minayev 54'    | Report |             |

Cupa Sezonului 1980
Cupa Sezonului 1983, compusă din două meciuri
| Șahtior Donețk                     | 2 – 1  | Dnipro Dnipropetrovsk |
| ---------------------------------- | ------ | --------------------- |
| Vyshnevskyi 54' (o.g.) Morozov 54' | Report | Lytovchenko 40'       |

| Dnipro Dnipropetrovsk       | 1 – 1  | Șahtior Donețk           |
| --------------------------- | ------ | ------------------------ |
| Fedorenko 70' · Lytovchenko | Report | Sokolovsky 89' · Pokidyn |

Shakhtar a câștigat cu scorul general de 3-2
Cupa Sezonului 1984, compusă din două meciuri
| Zenit Leningrad                     | 2 – 1  | Dinamo Moscova |
| ----------------------------------- | ------ | -------------- |
| Pozdnyakov 33' (o.g.) Gerasimov 71' | Report | Ataulin 5'     |

| Dinamo Moscova | 0 – 1  | Zenit Leningrad |
| -------------- | ------ | --------------- |
|                | Report | Melnikov 20'    |

Zenit a câștigat cu scorul general de 3-1

## Edițiile după an
| An   | Locația                                                      | Câștigătoare                                   | Scor                                           | Finalistă                                      |
| ---- | ------------------------------------------------------------ | ---------------------------------------------- | ---------------------------------------------- | ---------------------------------------------- |
| 1977 | Tbilisi, Georgia                                             | Dinamo Moscova (câștigătoarea cupei)           | 1 – 0                                          | Dinamo Kiev (campioana)                        |
| 1980 | Simferopol, Ucraina                                          | Dinamo Kiev (campioana)                        | 1 – 1 (aet) 5 – 4 (pen)                        | Șahtior Donețk (câștigătoarea cupei)           |
| 1983 | Manșa 1: Donetsk, Ucraina · Manșa 2: Dnipropetrovsk, Ucraina | Șahtior Donețk (câștigătoarea cupei)           | Manșa 1: 2 – 1 Manșa 2: 1 – 1                  | Dnipro Dnipropetrovsk (campioana)              |
| 1984 | Manșa 1: Leningrad, Rusia · Manșa 2: Moscova, Rusia          | Zenit Leningrad (campioana)                    | Manșa 1: 2 – 1 Manșa 2: 1 – 0                  | Dinamo Moscova (câștigătoarea cupei)           |
| 1985 | Kiev, Ucraina                                                | Dinamo Kiev (campioana)                        | 2 – 2 (aet) 3 – 1 (pen)                        | Șahtior Donețk (finalista cupei)               |
| 1986 | Moscova, Rusia                                               | Dinamo Kiev (campioana)                        | 1 – 1 (aet) 5 – 4 (pen)                        | Torpedo Moscova (câștigătoarea cupei)          |
| 1987 | Chișinău, Moldova                                            | nu s-a jucat (Spartak Moscova vs. Dinamo Kiev) | nu s-a jucat (Spartak Moscova vs. Dinamo Kiev) | nu s-a jucat (Spartak Moscova vs. Dinamo Kiev) |
| 1988 | Soci, Rusia                                                  | Dnipro Dnipropetrovsk (campioana)              | 3 – 1 (aet)                                    | Metalist Kharkiv (câștigătoarea cupei)         |

## Performanță după club
| Club                  | Republică | Trofee | Finale | Anii trofeelor   |
| --------------------- | --------- | ------ | ------ | ---------------- |
| Dinamo Kiev           | UKR       | 3      | 1      | 1980, 1985, 1986 |
| Șahtior Donețk        | UKR       | 1      | 2      | 1983             |
| Dnipro Dnipropetrovsk | UKR       | 1      | 1      | 1988             |
| Dinamo Moscova        | RUS       | 1      | 1      | 1977             |
| Zenit Leningrad       | RUS       | 1      | 0      | 1984             |
| Metalist Kharkiv      | UKR       | 0      | 1      |                  |
| Torpedo Moscova       | RUS       | 0      | 1      |                  |

## Performanță după republică
| Republică      | Trofee | Finale pierdute | Cluburi câștigătoare                                           |
| -------------- | ------ | --------------- | -------------------------------------------------------------- |
| RSS Ucraineană | 5      | 5               | Dinamo Kiev (3), Șahtior Donețk (1), Dnipro Dnipropetrovsk (1) |
| RSFS Rusă      | 2      | 2               | Dinamo Moscova (1), Zenit Leningrad (1)                        |